# MozBin
MozBin byl webový server, který existoval od začátku roku 1998 do 14. listopadu 1998. Nabízel kompilované buildy rodícího se webového prohlížeče, z kterého později vznikl balík Mozilla Suite. Činnost serveru se stala zbytečnou v době, kdy Mozilla.org začala publikovat vlastní noční buildy. Server se poté sloučil s dnes populárním serverem MozillaZine.